# James Craigen
James Craigen (Preston, 28 marzo 1991) è un calciatore inglese, centrocampista degli Spartans.

## Caratteristiche tecniche
È un centrocampista centrale.

## Carriera
Cresciuto nelle giovanili del Preston N.E., si trasferisce in Scozia nel 2009. Nel 2013 esordisce in Scottish Premiership, la massima divisione del campionato scozzese di calcio.